# Aleixo de Queiroz Ribeiro, 1.º Conde de Santa Eulália

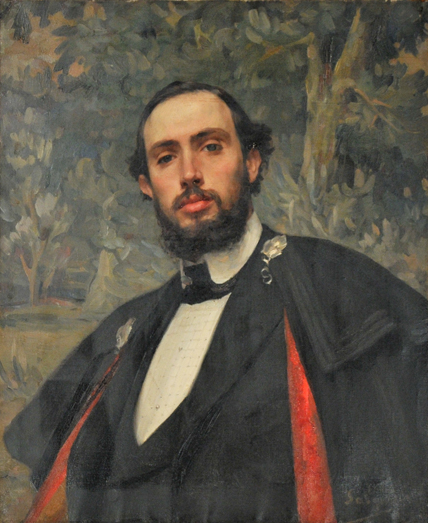
Retrato de Aleixo de Queirós Ribeiro de Sotomaior de Almeida e Vasconcelos (1895), José Maria Veloso Salgado

Aleixo de Queirós Ribeiro de Sotomaior de Almeida e Vasconcelos, 1.º Conde de Santa Eulália (Ponte de Lima, 18 de Abril de 1868 – Ponte de Lima, Refóios do Lima, Mosteiro de Santa Maria de Refóios do Lima, 6 de Maio de 1917), também conhecido nos Estados Unidos como Alexis Santa Eulalia, foi um escultor, diplomata e aristocrata português.

## Ascendência
Filho secundogénito de Gaspar de Queirós Botelho de Almeida e Vasconcelos (Arcos de Valdevez, 18 de Julho de 1830 - 13 de Fevereiro de 1887), Senhor da Casa da Boavista, em Arcos de Valdevez, Bacharel em Direito pela Faculdade de Direito da Universidade de Coimbra, e de sua mulher Mariana Cláudia do Loreto Ribeiro de Sotomaior Pereira Pinto de Morais Sarmento (10 de Dezembro de 1840 - 7 de Setembro de 1899), neto paterno de Gaspar de Queirós Botelho de Almeida e Vasconcelos (9 de Abril de 1760 - Arcos de Valdevez, Casa da Coutada, 4 de Março de 1834), Fidalgo da Casa Real, Cavaleiro Professo na Ordem de Nosso Senhor Jesus Cristo, Senhor da Casa de Soutelo, em Amarante, e das Casas do Casal do Paço, Boa Vista, Padreiro e Coutada nos Arcos de Valdevez, Sargento-Mor de Ordenanças de Arcos de Valdevez, Provedor da Santa Casa da Misericórdia de Arcos de Valdevez entre 1789 e 1799, Vereador do Senado da Câmara de Arcos de Valdevez, Cavaleiro da Ordem de Nosso Senhor Jesus Cristo por Mercê de 9 de Março de 1804, casado primeira vez em Vila Real a 8 de Dezembro de 1776 com Angélica Joaquina Teixeira Pereira Pinto de Magalhães e Lacerda, 3.ª Senhora do Morgado de Celeirós, irmã do 1.° Visconde de Peso da Régua, sem geração, e de sua segunda mulher (Viana do Castelo, Santa Maria Maior, 24 de Outubro de 1824) Maria Bárbara Álvares Maciel (27 de Abril de 1802 - ?), e neto materno de Luís Ribeiro de Almeida e Vasconcelos (2 de Maio de 1796 - ?), 10.º Senhor da Casa e Morgado de Santa Eulália da Serra, na Freguesia de Santa Eulália, no Concelho de Seia, 7.º neto do 3.º Marquês de Ayamonte, e de sua mulher Mariana Emília Pereira Pinto de Morais Sarmento (13 de Abril de 1792 - ?), 7.ª Senhora do Morgado de Santa Comba, em Mirandela.

## Biografia
Depois de curta educação literária, abandonou os estudos para se entregar à vocação para as Belas Artes, e dedicou-se em particular a escultura, que desde cedo revelou, como amador, que parece ter aprendido na Escola Industrial de Viana do Castelo. A fim de prosseguir uma educação artística e no intuito de se aperfeiçoar na École des Beaux-Arts, seguiu para Paris, França, no ano de 1891, cidade onde permaneceria por 15 anos, onde se aplicou ao estudo com tanto êxito que, ao fim de um ano de aprendizagem, em 1892, foi admitido e teve a honra de expor, no Salon, o seu trabalho em gesso "Cabeça de Estudo" e, no ano seguinte, foram aceites outros dois trabalhos, em bronze, a sua obra "Romano" ou "Un Romain", um busto, e uma cabeça de "Cristo, flet, orat, obit", e, em 1893, lá voltava a expor, desta vez "Um Sonho", um busto duma jovem mulher absorta em imaginação. Expôs ainda um busto de Menelik II, Imperador da Etiópia no Salon, que lhe mereceu uma condecoração na Ordem da Estrela da Etiópia. Embora pouco se tenha demorado em Paris, frequentou a Escola de Artes Decorativas, a Academia Julien, onde foi discípulo de Denys Puech, e, na Escola de Belas-Artes, o atelier de Félix-Joseph Barrias. Estudou, ainda, Anatomia com Mathias Duval. Os seus trabalhos mereceram louvores de artistas como Alexandre Charpentier, Charles Jacquot e Ernest-Henri Dubois.

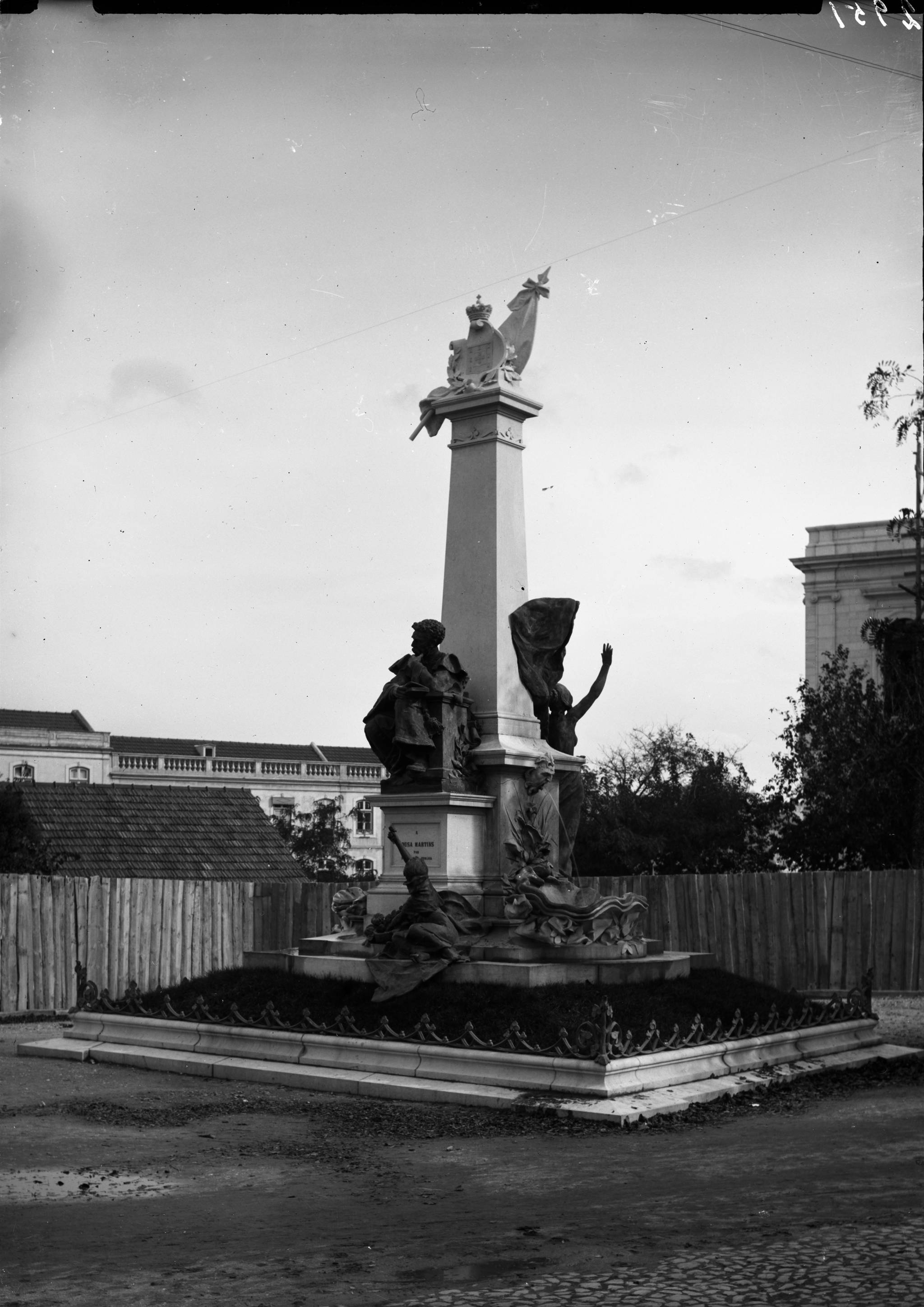
O primeiro monumento ao Dr. Sousa Martins, da autoria de Queiroz Ribeiro

Em Portugal, por ser um artista já reconhecido, o Conselheiro António Alberto da Rocha Páris encomendou-lhe a estátua em bronze do Sagrado Coração de Jesus feita para o Santuário de Santa Luzia, em Viana do Castelo. Foi ainda o autor da estátua do primeiro monumento levantado ao Dr. José Tomás de Sousa Martins em frente do edifício da Escola Médico-Cirúrgica no Campo dos Mártires da Pátria, em Lisboa, inaugurado a 7 de Março de 1900, mas, por não ser uma reprodução fiel, a estátua levantou acerbas críticas dos mais reputados entendedores e, alvo duma violenta campanha de Imprensa, e ser mal-recebido pela opinião pública, o monumento foi apeado e substituído por outro, da autoria de Costa Motta (tio), logo em 1904.
De Paris, passou aos Estados Unidos da América em 1904, atraído pela exposição internacional de St. Louis, Missouri. Planeava erigir um busto de Napoleão Bonaparte — que vendeu a Louisiana aos Estados Unidos — no parque da exposição, plano esse que nunca passou duma maquete. Após adoecer, com tifo, muda-se para Chicago, Condado de Cook, Illinois, onde foi Cônsul de Portugal e se casa em 1908 com Sarah Elizabeth Shindler (Orleans, Condado de Orange, Indiana, ou Filadélfia, Condado de Filadélfia, Pensilvânia, 11 de Julho de 1858 - 6 de Março ou 26 de Abril de 1929), grande capitalista norte-americana, viúva com três filhos do industrial chapeleiro milionário John Batterson Stetson, Sr. (Orange, Condado de Essex, Nova Jérsia, 5 de Maio de 1830 - na sua casa de inverno, Gillen, perto de Deland, Condado de Volusia, Florida, 18 de Fevereiro de 1906, sep. Bala Cynwyd, Condado de Montgomery, Pensilvânia), da qual não teve descendência.
O título de 1.º Conde de Santa Eulália foi-lhe concedido por Decreto de D. Manuel II de Portugal de 3 de Setembro de 1908, e refere-se à Casa de Santa Eulália da Serra, em Santa Eulália, Seia.
Adquiriu, em 1909, o Paço da Glória, em Madalena de Jolda, Arcos de Valdevez, e, em 1912, o Mosteiro de Refóios, em Ponte de Lima, nos quais levou a cabo profundas transformações e melhoramentos.
Usou por Armas: escudo partido em três palas, a 1.ª cortada, o 1.º de Queirós da Beira e o 2.º Ribeiro da Beira, a 2.ª cortada, o 1.º de Sotomaior e o 2.º de Almeida, e a 3.ª de Vasconcelos; timbre: de Queirós da Beira; coroa de Conde.
Morreu no edifício do Mosteiro de Santa Maria de Refóios do Lima, vitimado por um embate violento na sequência dum desastre de carro de cavalos, que o fez resvalar para a valeta da estrada próximo da casa.